# Христиани (острова)
Христиани (греч. Χριστιανά) — группа необитаемых скалистых островов вулканического происхождения в Греции, в Эгейском море в 20 километрах к юго-западу от Тиры. Относятся к архипелагу Кикладам. Входят в сообщество Тиру в общине (диме) Тире в периферийной единице Тире в периферии Южных Эгейских островах. Наивысшая точка 285 метра над уровнем моря.

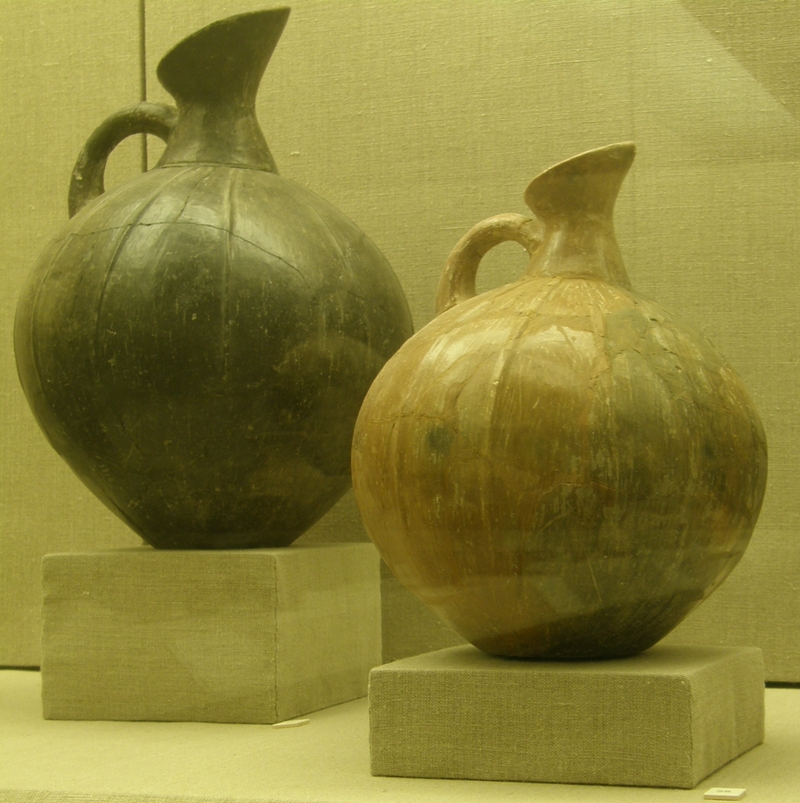
Сосуды с Христиани. Раннекикладский период EC III (2200–2000 до н. э.). Музей Тиры доисторического времени, Тира

В группе три острова, расположенных в линию на протяжении трёх километров с северо-запада на юго-восток: Христиани, Аскания и Эсхати.
Острова являются важным местом гнездования чеглока Элеоноры (Falco eleonorae).
Крупнейший остров — Христиани. На острове найдены следы человеческой деятельности, такие как каменные стены сухой кладки, гумно, здания и артефакты, которые показывают, что остров был обитаемый ещё с доисторических времен (с конца 3-го тысячелетия до н. э.). В северной части острова построена небольшая церковь Айос-Василиос (Св. Василия).